# Kurt Manthey
Kurt Manthey (* 12. September 1927) ist ein ehemaliger deutscher Fußballspieler.

## Spielerkarriere
Der gelernte Stürmer Kurt Manthey begann seine höherklassige Fußballkarriere 1950 bei Tennis Borussia Berlin. Mit den Berlinern wurde er in der Saison 1950/51 auf Anhieb Berliner Meister und qualifizierte sich so für die Endrunde um die deutsche Meisterschaft. Dort bestritt Manthey alle sechs Vorrundenspiele für die Lila-Weißen. Und obwohl Tebe letztendlich nur ein Spiel gewinnen konnte, strömten in den drei Heimspielen gegen den 1. FC Nürnberg, Hamburger SV und Preußen Münster insgesamt 200.000 Zuschauer ins Stadion. Noch im selben Jahr konnte Mantheys Verein den Berliner Landespokal durch ein 2:1 n. V. gegen SC Union 06 gewinnen.
Auch in der Saison 1951/52 gewannen die von Fritz Mauruschat trainierten Veilchen den Berliner Meistertitel. In der Endrunde um die deutsche Meisterschaft 1950/51 gehörte Manthey zur Stammelf und erzielte in seinen fünf Partien sogar einen Treffer. Und auch wenn Tennis Borussia wie im Vorjahr nur Gruppenletzter wurde und dadurch ausschied, besuchten über 225.000 Zuschauer in den Partien gegen VfL Osnabrück, VfB Stuttgart und Rot-Weiss Essen das Berliner Olympiastadion.
1952/53 verpasste Manthey mit seinen Mitspielern als Dritter die Titelverteidigung und auch in der folgenden Spielzeit konnten die Charlottenburger nicht mehr an alte Leistungen heranreichen.
Im selben Jahr zog Manthey mit seinen Borussen noch einmal ins Pokalfinale vor 20.000 Zuschauern im Poststadion ein, welches mit 1:0 gegen den Spandauer SV verloren wurde.
Anschließend wechselte Manthey zum Ortsrivalen Hertha BSC. Nachdem er von Trainer Paul Gehlhaar zunächst nicht eingesetzt worden war, stand Manthey am dritten Spieltag gegen den BFC Südring (3:1) erstmals in der Startelf und fortan in der Stammelf. Auch in der Saison 1955/56 bestritt Manthey fast alle Spiele. Nachdem Hertha unter Gehlhaar zweimal im Niemandsland der Tabelle gelandet war, wurde zur Saison 1956/57 Helmut Krüger als neuer Trainer installiert. Doch auch unter ihm änderte sich nichts am Status Mantheys als Stammspieler. Am Ende der Saison konnte die Alte Dame sogar etwas überraschend die Berliner Meisterschaft gewinnen und qualifizierte sich somit für die Endrunde um die deutsche Meisterschaft 1956/57. Dort kamen die Berliner jedoch gleich zum Auftakt mit 1:14 gegen den 1. FC Kaiserslautern unter die Räder und auch die abschließenden Partien gegen Kickers Offenbach (1:3) und Borussia Dortmund (1:2) wurden verloren. 1957/58 hatte Hertha BSC dann nichts mit der Vergabe der Berliner Meisterschaft zu tun. Nach der aus Vereinssicht ebenfalls nicht zur vollständigen Zufriedenheit abgeschlossenen Saison 1958/59, in welcher Manthey erneut unangefochtener Stammspieler war, beendete er seine aktive Fußballkarriere im Alter von 31 Jahren.

## Erfolge
- Berliner Meister: 1951, 1952 (Tebe), 1957 (Hertha)
- Berliner Pokalsieger: 1951 (Tebe)